# Trường đua Ricardo Tormo
Trường đua Ricardo Tormo, còn gọi là Trường đua Valencia (tiếng Tây Ban Nha Circuit de la Comunitat Valenciana Ricardo Tormo) là một trường đua xe chuyên dụng nằm ở thị trấn Cheste, vùng Valencia, Tây Ban Nha. Trường đua hiện đang đăng cai chặng đua MotoGP Valencia của giải đua MotoGP.

## Lịch sử
Trường đua được khánh thành vào năm 1999 và giành được quyền tổ chức chặng đua MotoGP Valencia từ đó đến nay. Nó được đặt tên là Ricardo Tormo để tưởng nhớ tay đua mô tô Ricardo Tormo. Ricardo Tormo sinh năm 1952 và qua đời vào năm 1998 do bệnh máu trắng.
Năm 2018 (thể thức MotoGP): Cuộc đua chính có mưa lớn và phải tạm ngưng. Marc Marquez bị ngã xe ở Race-1, không thể tham gia Race-2. Andrea Dovizioso là người giành chiến thắng.
Năm 2020, do ảnh hưởng của đại dịch COVID-19, trường đua được đăng cai thêm chặng đua MotoGP Châu Âu.

## Các kỷ lục vòng chạy
Dưới đây là các kỷ lục vòng chạy nhanh nhất của các giải đua được tổ chức ở trường đua Ricardo Tormo:
| Giải đua                                  | Thời gian                                 | Tay đua                                   | Xe                                        | Sự kiện                                         | Kiểu đường                                |
| Kiểu đường Grand Prix 4.005 km (1999-nay) | Kiểu đường Grand Prix 4.005 km (1999-nay) | Kiểu đường Grand Prix 4.005 km (1999-nay) | Kiểu đường Grand Prix 4.005 km (1999-nay) | Kiểu đường Grand Prix 4.005 km (1999-nay)       | Kiểu đường Grand Prix 4.005 km (1999-nay) |
| ----------------------------------------- | ----------------------------------------- | ----------------------------------------- | ----------------------------------------- | ----------------------------------------------- | ----------------------------------------- |
| GP2                                       | 1:21.244                                  | Andreas Zuber                             | Dallara GP2/05                            | 2006 Valencia GP2 Series round                  |                                           |
| Formula Renault 3.5                       | 1:22.448                                  | Éric Salignon                             | Dallara T05                               | 2005 Valencia Formula Renault 3.5 Series round  |                                           |
| GP3                                       | 1:24.487                                  | Melville McKee                            | Dallara GP3/13                            | 2013 Valencia GP3 Round                         |                                           |
| Euroseries 3000                           | 1:24.868                                  | Marco Bonanomi                            | Lola B05/52                               | 2009 Valencia Euroseries 3000 round             |                                           |
| LMP1                                      | 1:25.234                                  | Stéphane Sarrazin                         | Peugeot 908 HDi FAP                       | 2007 1000 km of Valencia                        |                                           |
| Formula 3                                 | 1:26.378                                  | Felix Rosenqvist                          | Dallara F312                              | 2012 Valencia Formula 3 round                   |                                           |
| DTM                                       | 1:27.116                                  | Bruno Spengler                            | BMW M3 DTM                                | 2012 Valencia DTM round                         |                                           |
| F2 (2009-2012)                            | 1:28.322                                  | Kazim Vasiliauskas                        | Williams JPH1                             | 2009 Valencia Formula Two round                 |                                           |
| MotoGP                                    | 1:31.116                                  | Marc Márquez                              | Honda RC213V                              | 2019 Valencian Community motorcycle Grand Prix  |                                           |
| GT1                                       | 1:32.241                                  | Uwe Alzen                                 | Saleen S7-R                               | 2004 FIA GT Valencia 500km                      |                                           |
| Formula 4                                 | 1:33.682                                  | Mari Boya                                 | Tatuus F4-T014                            | 2020 Valencia F4 Spain round                    |                                           |
| Formula Renault 2.0                       | 1:33.801                                  | Adrian Zaugg                              | Tatuus FR2000                             | 2005 Valencia Eurocup Formula Renault 2.0 round |                                           |
| World SBK                                 | 1:34.618                                  | Noriyuki Haga                             | Ducati 1098R                              | 2009 Valencia World SBK round                   |                                           |
| Moto2                                     | 1:34.820                                  | Thomas Lüthi                              | Kalex Moto2                               | 2019 Valencian Community motorcycle Grand Prix  |                                           |
| Ferrari Challenge                         | 1:35.712                                  | Sam Smeeth                                | Ferrari 488 Challenge                     | 2019 Valencia Ferrari Challenge round           |                                           |
| N-GT                                      | 1:36.024                                  | Sascha Maassen                            | Porsche 911 (996) GT3-RSR                 | 2004 FIA GT Valencia 500km                      |                                           |
| World SSP                                 | 1:36.865                                  | Cal Crutchlow                             | Yamaha YZF-R6                             | 2009 Valencia World SSP round                   |                                           |
| Moto3                                     | 1:39.109                                  | Marcos Ramírez                            | KTM RC250GP                               | 2017 Valencian Community motorcycle Grand Prix  |                                           |
| MotoE                                     | 1:40.234                                  | Eric Granado                              | Energica Ego                              | 2019 Valencian Community motorcycle Grand Prix  |                                           |
| EuroNASCAR PRO                            | 1:40.764                                  | Alon Day                                  | Chevrolet Camaro NASCAR                   | 2020 Valencia NASCAR Whelen Euro Series round   |                                           |
| ETCC                                      | 1:42.438                                  | Augusto Farfus                            | Alfa Romeo 156 GTA Super 2000             | 2004 Valencia ETCC round                        |                                           |
| TCR Touring Car                           | 1:42.778                                  | Pepe Oriola                               | SEAT León Cup Racer                       | 2015 TCR International Series Valencia round    |                                           |
| WTCC                                      | 1:43.795                                  | Dirk Müller                               | BMW 320i                                  | 2005 FIA WTCC Race of Spain                     |                                           |
| Kiểu đường Formula E 3.376 km (2021)      |                                           |                                           |                                           |                                                 |                                           |
| Formula E                                 | 1:30.081                                  | Alexander Sims                            | Mahindra M7Electro                        | 2021 Valencia ePrix                             |                                           |